# Roncà
Roncà é uma comuna italiana da região do Vêneto, província de Verona, com cerca de 3.385 habitantes. Estende-se por uma área de 18,22 km², tendo uma densidade populacional de 188 hab/km². Faz fronteira com Arzignano (VI), Chiampo (VI), Gambellara (VI), Montebello Vicentino (VI), Montecchia di Crosara, Montorso Vicentino (VI), San Giovanni Ilarione.

## Demografia
| Variação demográfica do município entre 1861 e 2011                               |
|                                                                                   |
| Fonte: Istituto Nazionale di Statistica (ISTAT) - Elaboração gráfica da Wikipedia |